# Peugeot 500 Sport
Die Peugeot 500 Sport (1913–1914) war ein Rennmotorrad des französischen Herstellers Peugeot. Es war das erste Motorrad mit stirnradbetätigten Doppelnockenwellen und vier Ventilen je Zylinderkopf.

## Entwicklung und Technik
Der Schweizer Ingenieur Ernest Henry entwickelte für ein Rennmotorrad einen Vierventilzylinderkopf, ähnlich dem Peugeot Vierzylinder Rennmotor (1912) aus dem Automobilbau, mit vier Ventilen und dachförmigem Brennraum. Der Antrieb der doppelten Nockenwelle erfolgte durch eine Kaskade von Zahnrädern, wie sie später bei MV Agusta zum Einsatz kam. Der Twin-Motor mit vier Auslasskanälen war technisch seiner Zeit voraus. Er litt jedoch unter thermischen Problemen, die durch die „Grenze der Leistungsfähigkeit der damaligen Metallurgie“ gegeben waren: die Zylinderköpfe rissen zwischen den Ventilsockeln. Der Sekundärantrieb erfolgte mit Dreigang-Getriebe zur Kette; hinten besaß die Peugeot eine fußbetätigte Trommelbremse, nur durch die Druid-Gabel erhielt das Motorrad eine Federung.

## Versuchsfahrten
Die Versuchsfahrten die Peugeot 1913 unternahm, sollten die Zuverlässigkeit des Motorrades erweisen. Dabei erreichte das Rennmotorrad mit 122,2 km/h über den fliegenden Kilometer einen Weltrekord in seiner Hubraumklasse. Zum Großen Preis von Frankreich (1913) setzte das Unternehmen noch auf die zuverlässigeren und erprobten Zweizylinder-V-Motoren mit einfacher Ventilbetätigung. Der Große Preis von Frankreich (1914), bei der die Maschine endlich eingesetzt werden sollte, fand wegen des Ersten Weltkrieges nicht statt. Die Weiterentwicklung wurde eingestellt; erst 1923 erfolgte eine Überarbeitung des Motors: eine Nockenwelle und zwei Ventile je Zylinder sorgten nun für die Standfestigkeit.